# Аузиньш, Марцис
Ма́рцис А́узиньш (в советских источниках Ма́рцис Петро́вич А́узиньш; латыш. Mārcis Auziņš; род. 11 января 1956, Рига) — советский и латвийский физик, профессор, хабилитированный доктор физико-математических наук, действительный член Латвийской академии наук, ректор Латвийского университета c 2007 по 2015 годы. Профессор (с 1997 г.). Лауреат Большой медали Латвийской академии наук (2010 г.).

## Биография
Марцис Аузиньш родился в 1956 году, окончил физмат ЛУ, учился в Пекинском университете и канадском Университете Западной Онтарио. В 1992 году Аузиньш Марцис стал доцентом Латвийского университета, а в 1997-м — профессором. С 1998 года является действительным членом Латвийской академии наук. В 2007 году стал ректором Латвийского университета, в 2011 году его переизбрали на второй четырёхлетний срок. В 2015 году стал заведующим кафедры экспериментальной физики физико-математического факультета Латвийского университета.

## Образование
- Латвийский университет (Физико-математический факультет), 1979
- Dr.phys (канд. физ. мат. наук) Санкт-Петербургский государственный университет, 1986
- Dr. habil. phys., Латвийский университет, 1995
- Пекинский университет (1986–1987)
- Университет Западного Онтарио (1988)

## Карьера/работа
- Ассистент, инженер, преподаватель, ассоциированный профессор, Отдел физики, Латвийский Университет, 1979
- приглашённый профессор и научный сотрудник, Royal Society, Университет Сассекса, Великобритания, 1996
- научный сотрудник, международный проект «Взаимодействие поляризованных молекул», Центр междисциплинарных исследовании, Университет Билефельда, Германия, 1996—1997
- приглашённый профессор, Оклахомский университет, США, 1998
- приглашённый профессор, Калифорнийский университет,Беркли, США, 2003, 2005
- руководитель кафедры Экспериментальной физики, Латвийский Университет, 1994
- профессор Латвийского Университета, 1995-
- руководитель Отдела физики, Латвийский Университет, 1997—2002
- директор Института Атомной Физики и Спектроскопии, 1998—2003
- председатель сената, Латвийский Университет, 1998—2007
- декан Физико-математического факультета, Латвийский Университет, 2002—2007
- руководитель, Center of Excellence for Basic Research in Nanoscale Physics and Application, Института Атомной Физики и Спектроскопии, Латвийский Университет, 2003—2005
- ректор Латвийского Университета, 2007-2015
- заведующий кафедры экспериментальной физики, Латвийский университет, 2015

## Награды, призы
- Орден Креста земли Марии 3 класса (2012, Эстония)[3].
- Большая медаль Латвийской академии наук
- Академик, Латвийская Академия наук
- Сенатор, Латвийская Академия наук, 2001
- Премия им. Ханле, Фонд Александра фон Гумбольта, Бонн, Германия, 1992
- Член, Латвийское общество физики
- Член, Американское общество физики
- Член, Институт физики (Великобритания)
- Член Исполнительного комитета Европейского физического общества
- Эксперт, Европейская сеть по образованию и науке
- Член Экспертной комиссии, Латвийский Совет науки
- Член, Латвийский Совет науки, 2003
- Член Совета, Международные олимпиады физики, 1996
- Член Совета, Европейская сеть по образованию физики — EUPEN (Socrates), 1993—2003
- Национальный представитель, Всемирная федерация состязаний по физике, 2002

## Публикации
1)Marcis Auzinsh, Ruvin Ferber, Optical Polarization of Molecules, Cambridge University Press, 2005 (first edition 1995), 322, (ISBN 0-521-67344-5 | ISBN 978-0-521-67344-0)
2)M. Auzinsh, K. Blusss, R. Ferber, F. Gahbauer, A. Jarmola, M. S. Safronova, U. I. Safronova, and M. Tamanis, Level-crossing spectroscopy of the 7, 9, and 10D5/2 states of 133Cs and validation of relativistic many-body calculations of the polarizabilities and hyperfine constants; Phys. Rev. A; 2007, 022502 (2007)
3)Marcis Auzinsh, Kaspars Blush, Ruvin Ferber, Florian Gahbauer, Andrey Jarmola, and Maris Tamanis, Electric Field Induced Symmetry Breaking of Angular Momentum Distribution in Atoms, Physical Review Letters 97, 043002(4), 2006 , arXiv.org, physics/0603194
4) J. Zaharova, O. Nikolayeva, M. Tamanis, M. Auzinsh, R. Ferber, A. Zaitsevskii, E. A. Pazyuk, and A. V. Stolyarov, Experimental and theoretical studies of Lambda-doublings and permanent electric dipoles in the low-lying singlet Pi states of NaCs, J. Chem. Phys. 124, 184318-1-8 (2006)
5)D. Sarkisyan, A. Papoyan, T. Varzhapatyan, K. Blushs, M. Auzinsh, Fluorescence of Rb in a sub-micron vapor cell: spectral resolution of atomic transitions between Zeeman sublevels in moderate magnetic field, J. Opt. Soc. Am. B/Vol. 22, No. 1/January 2005, 88—95
6)E. B. Alexandrov, M. Auzinsh, D. Budker, D. F. Kimball, S. M. Rochester, V. V. Yashchuk, Dynamic effects in nonlinear magneto-optics of atoms and molecules, J. Opt. Soc. Am. B Vol. 22, No. 1/January 2005, 7—20
7) Zaitsevskii A, E. A. Pazyuk, and A. V. Stolyarov, O. Docenko, I. Klincare, O. Nikolayeva, M. Auzinsh, M. Tamanis, and R. Ferber, Permanent electric dipoles and L-doubling constants in the lowest 1P states of RbCs, Phys. Rev. A, 71, 012510 (2005)
8)M. Auzinsh, K. Blushs, R. Ferber, F. Gahbauer, A. Jarmola, M. Tamanis, Electric field induced hyperfine level-crossings in (nD)Cs at two-step laser excitation: experiment and theory; In press — Optics Communications, special issue, focussed on «Quantum Control of Light and Matter», published on the occasion of the 70th birthday of Bruce Shore. (arXiv:physics/0511035 v1 4 Nov 2005)